# Szigfrid (keresztnév)
A Szigfrid a germán eredetű Siegfried névből ered, a jelentése: győzelem + béke.

## Rokon nevek
- Szeveréd:[1] régi magyar személynév, valószínűleg germán eredetű és a Szigfrid névből ered.[2]

## Gyakorisága
Az 1990-es években a Szigfrid és a Szeveréd szórványos név, a 2000-es években nem szerepelnek a 100 leggyakoribb férfinév között.

## Névnapok
Szigfrid
- február 15.[2]
- augusztus 22.[2]

Szeveréd
- február 15.[2]

## Híres Szigfridek és Szeverédek
- A Nibelung-ének szereplője
- Beddeus Sámuel Szigfrid orvos
- Blumenfelsi Herold Henrik Szigfrid gyógyszerész, Pest város bírája
- Brachfeld Siegfried újságíró, konferanszié
- Bruckner Szigfrid, Lázár Ervin Négyszögletű kerekerdő című meséjének oroszlánja